# Jackson Mendy
Jackson Mendy (Mont-Saint-Aignan, 25 maggio 1987) è un calciatore francese naturalizzato senegalese, difensore del Saint-Julien.